# Iron Man

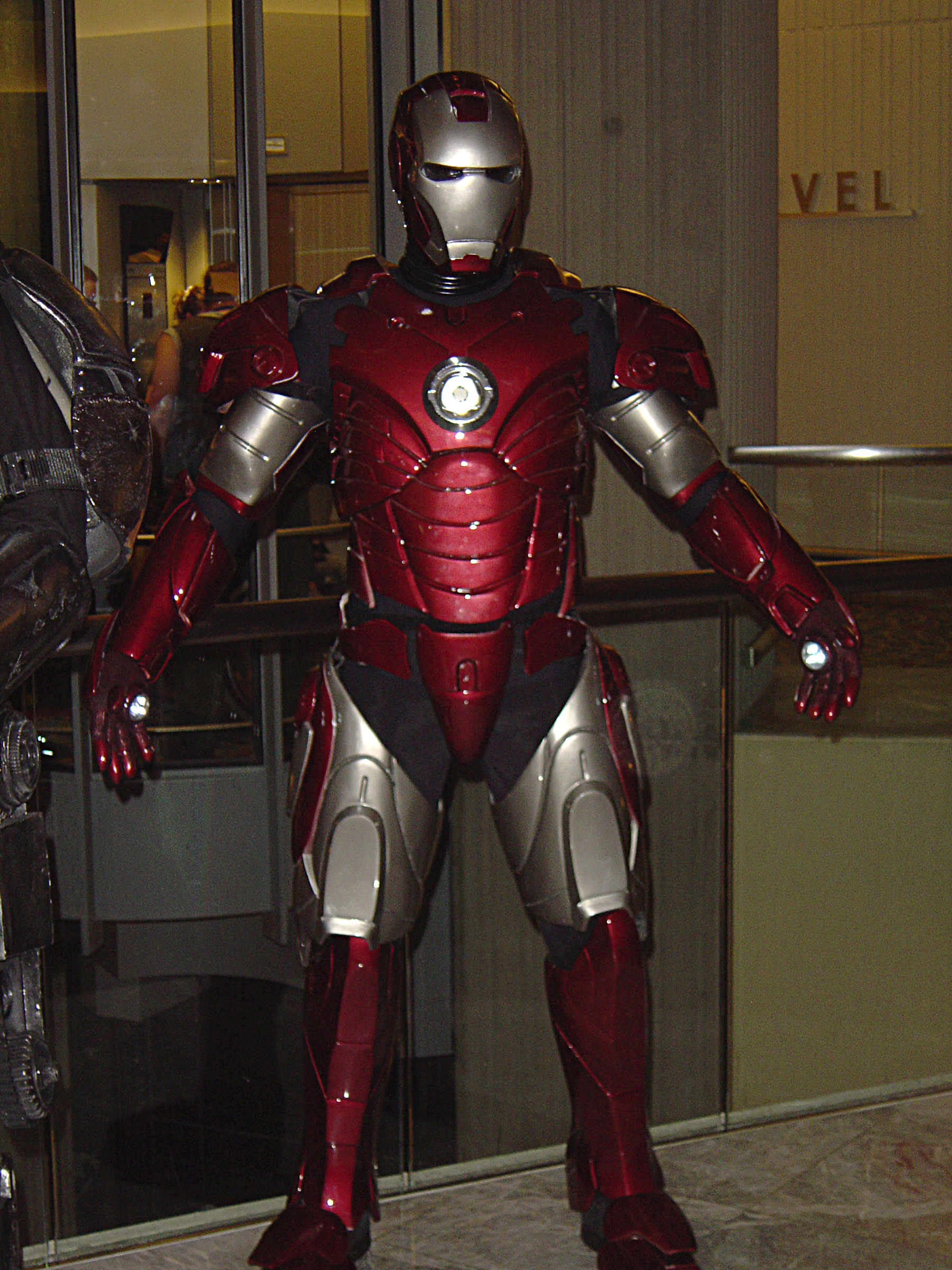
Der Iron-Man-Anzug aus den Filmen des Marvel Cinematic Universe

Iron Man (deutsch etwa „eiserner Mann“, „Eisen-Mann“, in den ersten deutschen Veröffentlichungen „Der Eiserne“) ist eine Comicfigur der Marvel Comics. Erschaffen wurde sie von Stan Lee und Larry Lieber sowie den Zeichnern Don Heck und Jack Kirby. Ihr erster Auftritt war in dem Comic Tales of Suspense #39 im März 1963. 1968 erhielt sie eine eigene Reihe mit dem Titel Iron Man, die bis 1996 fortgesetzt wurde. Iron Mans Rüstung ist rot-golden und mit modernster Technik ausgestattet, wie zum Beispiel Plasmastrahlen.

## Charakterisierung
Iron Man ist das Alter Ego des Multimilliardärs und genialen Erfinders Anthony Edward „Tony“ Stark. Dieser übernimmt den Familienbetrieb Stark Industries, nachdem seine Eltern bei einem Autounfall ums Leben gekommen sind. Stark Industries ist ein Technologie-Konzern, der unter anderem im Auftrag der US-Regierung Waffensysteme entwickelt.
Während einer Vorstellung seiner Erfindungen, welche im Vietnamkrieg eingesetzt werden, wird Stark bei einer Bombenexplosion verletzt und von den Nordvietnamesen gefangen genommen. Drei Granatsplitter verletzen ihn sehr nahe an seinem Herzen. Der Warlord Wong-Chu verspricht die Freilassung, wenn Stark für die Nordvietnamesen arbeitet.
Zusammen mit Ho Yinsen, einem ebenfalls in Gefangenschaft befindlichen Nobelpreisträger für Physik, entwickelt Stark seine erste Iron-Man-Rüstung (Mark One), ein schwer gepanzertes Exoskelett. Dieses gibt Stark einerseits große Kampfkraft, andererseits ist es für ihn überlebenswichtig, da es den Metallsplitter in seinem Körper durch einen eingebauten Elektromagneten zurückhält und es ihm erlaubt, aus dem Lager zu fliehen. Er wird von seinem Freund James Rhodes gerettet. Zurück in den Vereinigten Staaten, gibt Tony Stark Iron Man als seinen Bodyguard aus und lebt zwei Identitäten.
Während Iron Man in den ersten Jahren hauptsächlich gegen kommunistische Gegner, korrupte Geschäftskonkurrenten oder Terrororganisationen wie HYDRA und insbesondere A.I.M. (Advanced Idea Mechanic) kämpft, die an der Stark-Technologie und zumal an den Iron-Man-Rüstungen interessiert sind, zieht sich Stark aufgrund seiner Erfahrungen in Vietnam aus dem Waffengeschäft zurück und beginnt mit der Entwicklung des ARK-Reaktors als sauberer alternativer Energiequelle, um so Kriegen um knapper werdende Rohstoffe entgegenzuwirken. Er gründet verschiedene Wohltätigkeitsorganisationen wie die nach seiner Mutter benannte Maria-Stark-Stiftung. Seitdem gilt Tony Stark als Philanthrop. Iron Man ist ein Gründungsmitglied der Avengers (Rächer). Dieser Vereinigung von Superhelden stellt er über die Jahre unter anderem die Unterkunft, das Rächer-Hauptquartier, zur Verfügung.
Tony Stark ist ein technisch versierter und erfinderischer Geschäftsmann. Gleichzeitig hat er aber auch persönliche Probleme wie seinen anhaltenden Narzissmus und seinen Gottkomplex, zudem gesundheitliche wie eine Palladiumvergiftung durch den Ark-Reaktor in seiner Brust, der die Granatsplitter von seinem Herzen fernhält. Diese Vergiftung zwingt ihn sogar zeitweilig, die Iron-Man-Rüstung abzulegen. Sie wird daraufhin von seinem Freund James Rhodes getragen. Rhodes erhält später seine eigene Rüstung mit der Iron-Man-Technologie und wird zum Superhelden namens War Machine, welcher an der Seite von Tony Stark kämpft. Tony kann wieder als Iron Man kämpfen, da er durch seinen toten Vater ein „neues“ Element entdeckt. Dieses ermöglicht es ihm, die Rüstung ohne weitere gesundheitliche Probleme zu tragen.
Tony Starks fiktives Vermögen wird auf etwa 10 bis 50 Milliarden US-Dollar geschätzt. Er zählt damit zu den reichsten fiktiven Figuren der Welt.

## Veröffentlichung
Nach ihrem ersten Erscheinen 1963 trat die Figur häufig in der Reihe Tales of Suspense in 13- bis 18-seitigen Geschichten auf. Ab 1968, als die Reihe in Captain America umbenannt wurde, trat sie in Iron Man and Sub-Mariner auf und bekam eine eigene Reihe mit dem Titel The Invincible Iron Man. Diese erreichte bis 1996 einen Umfang von 332 Heften. Außerdem erschienen Sonderhefte mit Iron Man. Nach 1996 trat er in kürzeren Reihen wie Iron Man: The Iron Age und Iron Man: Bad Blood auf. 2005 begann eine Reihe mit Ultimate Iron Man, einer Neuinterpretation der Figur.

## Andere Medien

### Serien
Die Figur des Iron Man trat in mehreren Zeichentrickserien auf. 1966 war sie ein Segment von The Marvel Superheroes. 1981 trat Iron Man auch mehrmals in der Serie Spider-Man und seine außergewöhnlichen Freunde auf.
1994 bis 1996 lief in den USA die Serie Der unbesiegbare Iron Man. Komponist der Filmmusik war der Keyboarder Keith Emerson (von der britischen Progressive-Rock-Band Emerson, Lake & Palmer).
Seit 2010 läuft auf Nickelodeon die Zeichentrickserie Iron Man – Die Zukunft beginnt, wobei die Geschichte einige Änderungen aufweist. Beispielsweise sind die Hauptcharaktere noch Teenager oder junge Erwachsene, auch stimmen die Verhältnisse und Hintergrundgeschichten einiger als Gäste auftretender Nebencharaktere aus den Marvel Comics nicht mit den sonstigen Marvel-Produktionen überein.
Marvel hat in Zusammenarbeit mit dem japanischen Animationsstudio Madhouse eine weitere, 12-teilige, Zeichentrickserie produziert, die seit Oktober 2010 in Japan ausgestrahlt wird. In den USA lief die Serie erstmals ab 29. Juli 2011. Im Oktober 2012 wurde die Serie auf Super RTL unter dem Titel „Marvel Anime: Iron Man“ ausgestrahlt.
| Jahr(e)   | Titel                                          | Originaltitel                          | Kommentar                                |
| --------- | ---------------------------------------------- | -------------------------------------- | ---------------------------------------- |
| 1966      | Iron Man                                       | Iron Man                               | als Segment von The Marvel Super Heroes  |
| 1981–1983 | Spider-Man und seine außergewöhnlichen Freunde | Spider-Man and his Amazing Friends     | Nebenrolle                               |
| 1994–1996 | Der unbesiegbare Iron Man                      | Iron Man                               |                                          |
| 2008–2012 | Iron Man – Die Zukunft beginnt                 | Iron Man: Armored Adventures           |                                          |
| 2010      | Marvel Anime: Iron Man                         | Marvel Anime: Iron Man                 | US-amerikanisch japanische Co-Produktion |
| 2010–2012 | Die Avengers – Die mächtigsten Helden der Welt | The Avengers: Earth’s Mightiest Heroes |                                          |
| 2013–2019 | Avengers – Gemeinsam unbesiegbar!              | Avengers Assemble                      |                                          |

### Verfilmungen
Im Jahr 2007 erschien im Zuge des Erfolgs von Ultimate Avengers – The Movie das Prequel The Invincible Iron Man, das die Entstehung des Helden erneuerte.
Im Mai 2008 kam die Realverfilmung der Geschichte durch Marvel Enterprises in die Kinos. Iron Man war nicht nur die erste Realverfilmung von Iron Man, sondern zeitgleich der Auftakt des Marvel Cinematic Universe. Es entstand eine Iron-Man-Trilogie sowie mehrere Avengers-Filme, in denen Iron Man jeweils von Robert Downey Jr. dargestellt wurde.
| Jahr                      | Titel                                         | Originaltitel                                 | Regisseur                 | Titelrolle                | Anmerkung                                     |
| Marvel Cinematic Universe | Marvel Cinematic Universe                     | Marvel Cinematic Universe                     | Marvel Cinematic Universe | Marvel Cinematic Universe | Marvel Cinematic Universe                     |
| ------------------------- | --------------------------------------------- | --------------------------------------------- | ------------------------- | ------------------------- | --------------------------------------------- |
| 2008                      | Iron Man                                      | Iron Man                                      | Jon Favreau               | Robert Downey Jr.         |                                               |
| 2010                      | Iron Man 2                                    | Iron Man 2                                    | Jon Favreau               | Robert Downey Jr.         |                                               |
| 2012                      | Marvel’s The Avengers                         | Marvel’s The Avengers                         | Joss Whedon               | Robert Downey Jr.         | Nebenrolle                                    |
| 2013                      | Iron Man 3                                    | Iron Man 3                                    | Shane Black               | Robert Downey Jr.         |                                               |
| 2015                      | Avengers: Age of Ultron                       | Avengers: Age of Ultron                       | Joss Whedon               | Robert Downey Jr.         | Nebenrolle                                    |
| 2016                      | The First Avenger: Civil War                  | Captain America: Civil War                    | Anthony und Joe Russo     | Robert Downey Jr.         | Nebenrolle                                    |
| 2017                      | Spider-Man: Homecoming                        | Spider-Man: Homecoming                        | Jon Watts                 | Robert Downey Jr.         | Nebenrolle                                    |
| 2018                      | Avengers: Infinity War                        | Avengers: Infinity War                        | Anthony und Joe Russo     | Robert Downey Jr.         | Nebenrolle                                    |
| 2019                      | Avengers: Endgame                             | Avengers: Endgame                             | Anthony und Joe Russo     | Robert Downey Jr.         | Nebenrolle                                    |
| Animationsfilme           |                                               |                                               |                           |                           |                                               |
| 2006                      | Ultimate Avengers – The Movie                 | Ultimate Avengers – The Movie                 |                           |                           |                                               |
| 2007                      | The Invincible Iron Man                       | The Invincible Iron Man                       |                           |                           |                                               |
| 2013                      | Iron Man: Rise of Technovore                  | Iron Man: Rise of Technovore                  | Hiroshi Hamasaki          |                           | Fortsetzung zum Marvel Anime                  |
| 2014                      | Avengers Confidential: Black Widow & Punisher | Avengers Confidential: Black Widow & Punisher | Kenichi Shimizu           |                           | Fortsetzung zu Rise of Technovore, Nebenrolle |

### Videospiele
Iron Man kommt in mehreren Videospielen von Marvel vor:
- In den Beat’em ups Marvel Super Heroes, Marvel Super Heroes vs. Street Fighter, Marvel vs. Capcom: Clash of Super Heroes, Marvel vs. Capcom 2: New Age of Heroes, Marvel vs. Capcom 3: Fate of Two Worlds, Marvel Nemesis: Rise of the Imperfects und Captain America and the Avengers.
- In dem MMORPG „Marvel Heroes“, das unter anderem von dem Diablo-Miterfinder David Brevik entwickelt wurde. Hierbei kann man unter anderem die Rolle von Iron Man annehmen, um gemeinsam mit anderen Helden verschiedene Superschurken wie Venom, Dr. Doom, Magneto und M.O.D.O.K wieder hinter Gitter zu bringen.
- In den Action-Rollenspielen Marvel: Ultimate Alliance, Marvel: Ultimate Alliance 2 und (als freischaltbare Figur) in X-Men Legends 2.
- In den Action-Adventures Lego Marvel Super Heroes und Lego Marvel’s Avengers sowie Lego Marvel Super Heroes 2
- In diversen auf den Iron-Man-Kinofilmen basierenden Videospielen, wie bspw. Iron Man 3 - The Official Game.
- Sowie als nicht-spielbarer Charakter in Spielen wie bspw. Spider-Man: Web of Shadows oder The Punisher.
- Am 3. Juli 2020 erschien Marvel’s Iron Man VR, ein Action-Adventure des Entwicklers Camouflaj, welches die PlayStation-VR-Hardware nutzt.[3][4]